# 14. Flak-Division
Die 14. Flak-Division war ein Großverband der Bodentruppen der deutschen Luftwaffe im Zweiten Weltkrieg. Zuständig war die Division bei Aufstellung für die Abwehr von einfliegenden gegnerischen Flugzeugen mittels Flugabwehrgeschützen im damaligen Mitteldeutschland.

## Geschichte

### Aufstellung
Der Führungsstab der 14. Flak-Division wurde im Januar 1942 in Leipzig (Sachsen) unter dem Kommando des Luftgaukommando IV (Berlin) aufgestellt. Ihr erster Kommandeur wurde Generalleutnant Walter Feyerabend mit Gefechtsstand in Schönau. Hauptaufgabe des neuen Führungsstabes war die Führung aller Flakkräfte im Raum Halle-Leipzig-Zeitz, die zuvor vom Stab der 2. Flak-Division geführt worden waren. Ende Juni 1942 gliederte sich die Division wie folgt:
- Flakgruppe Leipzig
- Flakgruppe Halle-Leuna
- Flakgruppe Zeitz
- Flakgruppe Dessau
- Flakscheinwerfer-Regiment 73

Am 1. Dezember 1942 kam es zu einem ersten Führungswechsel, neuer Divisionskommandeur wurde Generalmajor Rudolf Schulze. Unter seinem Kommando brachte es die Division bis zum 13. Januar 1943 auf 36 schwere und 26 mittlere und leichte Flakbatterien. Dazu kamen noch 9 Scheinwerferbatterien und 7 Luftsperr-Batterien. Insgesamt betrachtet war dieses Kräfteverhältnis jedoch gering. Insbesondere vor dem Hintergrund der überaus wichtigen Junkers Flugzeug- und Motorenwerke mit Sitz in Dessau sowie des Hydrierwerks der BRABAG in Böhlen, wo synthetische Kraftstoffe hergestellt wurden.

### Ausbau des Objektschutz 1944
Unter anderem vor dem Hintergrund der ab 1944 erhöht einsetzenden Bombardements der Alliierten auf deutsche Städte wurden die eingesetzten Flakverbände der 14. Flak-Division bis Anfang 1944 massiert. So erhöhte sich die Gesamtzahl der schweren Batterien am 9. Januar 1944 von 36 auf nunmehr 74 (davon 29 in Halle-Leuna und 29 im Raum Leipzig). Die Zahl der mittleren und leichten Batterien ging dagegen um eine Batterie auf 25 zurück. Die Zahl der Scheinwerferbatterien stieg sogar über die Hälfte von vormals 9 auf insgesamt 24 Batterien. Gleich blieb auch die Zahl der Luftsperr-Abteilungen mit insgesamt 7 Batterien. Neu dazugekommen waren auch drei Nebelkompanien, wobei zwei im Raum Halle-Leuna lagen und eine im Raum Leipzig.
Am 15. Mai 1944 erfolgte dann ein letzter Wechsel an der Führungsspitze der Division. Nachfolger von Schulze wurde Generalmajor Adolf Gerlach, der die Geschicke der Division bis Kriegsende lenkte. Im Laufe des Jahres waren auch die unterstellten Regimenter der 14. Flak-Division einer ständigen Fluktuation in Form von Ab- und Zugängen unterworfen. Auch konnte die zuvor praktizierte massive Erhöhung der Feuerkraft der Flakgeschütze kriegsbedingt nicht gehalten werden. Sie nahm bis Jahresende 1944 kontinuierlich ab. Die noch zur Verfügung stehenden Batterien wurden dann zentriert und zwar zum Schutz des Hydrierwerkes Böhlen und im Raum Leipzig. Die Division umfasste Anfang Januar 1944 folgende Verbände:
- Flak-Regiment 90 als Flakgruppe Leipzig
- Flak-Regiment 120 als Flakgruppe Böhlen-Zeitz
- Flak-Regiment 140 als Flakgruppe Thüringen
- Flakscheinwerfer-Regiment 73 als Flakscheinwerfergruppe Leipzig

### Armee Wenck
Noch am 16. April 1945 erhielt die Division einen neuen Kampfauftrag, indem sie die Führung der Flakkräfte im Bereich der Wenck-Armee übernehmen sollte.  Angesichts der Tatsache, dass der Großteil der Geschütze der 14. Flak-Division jedoch Erdverbunden, d. h. nicht mobil waren, konnte der Befehl nur bedingt erfüllt werden.

### Kapitulation
Welche Batterien der 14. Flak-Division noch im April 1945 sich nach Norden absetzen konnten, ist nicht bekannt. Der Divisionsstab hatte ab 25. April 1945 seinen letzten Gefechtsstand in Ludwigslust und verblieb dort bis Kriegsende. Das Schicksal über die ihr unterstellten Regimenter verlief zum Kriegsende wie folgt:
- Flak-Regiment 90: Einnahme von Leipzig am 18. April, bis 20. April 1945 noch Widerstand danach vermutlich Kriegsgefangenschaft,
- Flak-Regiment 120: Bei Kriegsende noch in Zeitz,
- Flak-Regiment 140: wurde im April 1945 der 23. Flak-Division unterstellt und wurden dann südlich Berlin zerschlagen.
- Flakscheinwerfer-Regiment 73: bis zum 20. April in Leipzig geblieben, dann vermutlich Kriegsgefangenschaft.[2]